# Corey Feldman

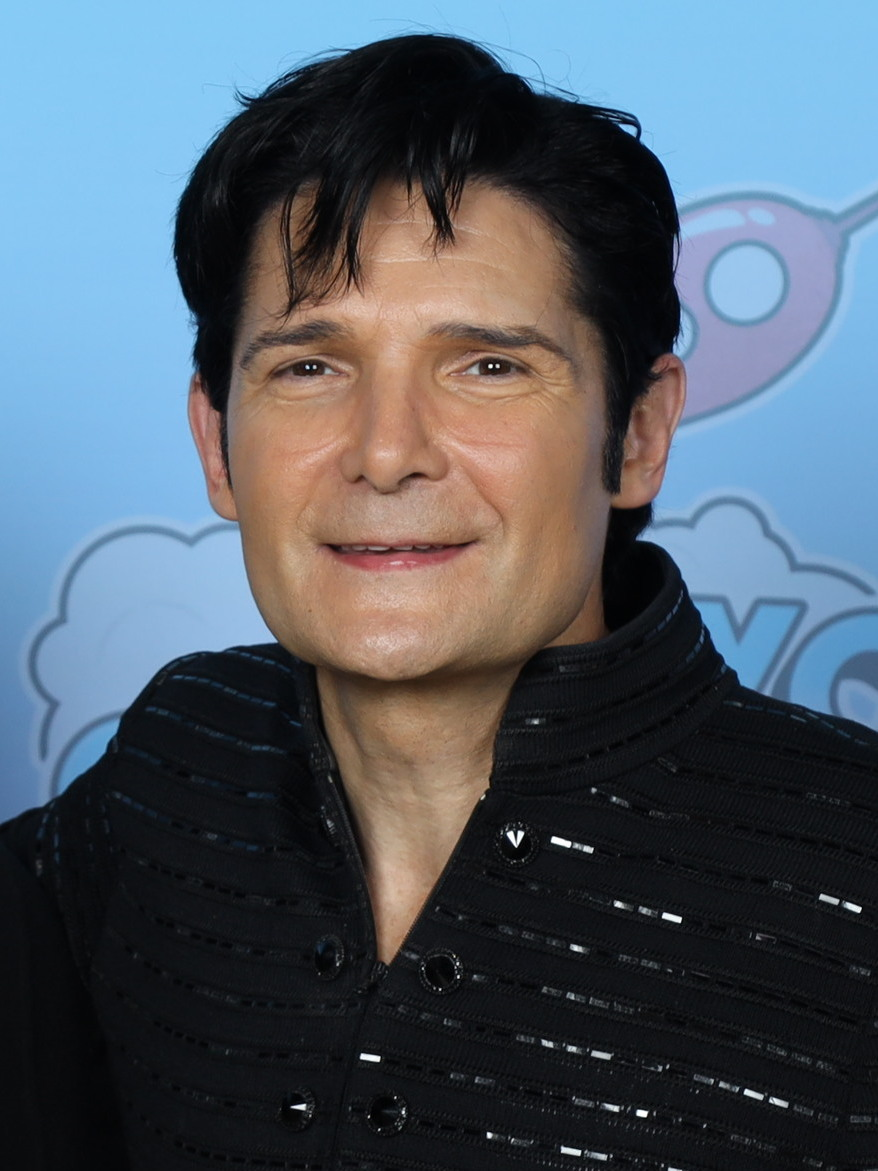
Corey Feldman (2023)

Corey Feldman (* 16. Juli 1971 in Chatsworth, Kalifornien) ist ein US-amerikanischer Schauspieler und Musiker. Seine größten Erfolge hatte er in den 1980er Jahren als Kinderstar.

## Biografie
Als Feldman drei Jahre alt war, wurde mit ihm ein McDonald’s-Werbespot produziert. Danach trat er in über 100 Fernsehwerbespots und in ca. 50 Fernseh-Shows auf.
Mit sieben Jahren übernahm er in der Fernsehserie Eight Is Enough seine erste Gastrolle. Mit seiner Rolle im Sciencefiction-Film Flucht in die Zukunft gab er 1979 sein Spielfilm-Debüt. Es folgten eine Reihe weiterer Serien- und Filmrollen. Zu seinen bekanntesten Filmen gehören Gremlins, Stand By Me, Die Goonies und The Lost Boys. Als junger Erwachsener litt seine Karriere stark unter seinen Problemen im Zusammenhang mit Drogenmissbrauch, insbesondere nach einem Auftritt unter Drogeneinfluss in der Howard-Stern-Show. Seine Heroin- und Kokain-Abhängigkeit überwand er 1991, nach einer Therapie in der Entzugsklinik Cri-Help in Nord-Hollywood. Seither setzt er sich für junge drogenabhängige Schauspieler ein.
Danach war Feldman in einigen Kinofilmen zu sehen, in denen er Kleinstrollen übernahm und nicht mehr im Vorspann aufgeführt wurde. 1996 unternahm er seinen bisher einzigen Regieversuch: Die Chaotentruppe vom 6. Revier. Anschließend wirkte er in B-Movies mit, z. B. American Eiskrem 3 1/2 (1992) und Sam und Dave – Zwei Ballermänner auf Tauchstation (1994) aus der National Lampoon’s-Reihe.
In den späten 1990er Jahren begann Feldman neben der Schauspielerei eine musikalische Laufbahn. 1999 veröffentlichte er das Album Still Searching For Soul mit seiner Band Corey Feldman’s Truth Movement. Sein erstes Soloalbum Former Child Actor erschien 2002. 2007/2008 war Feldman in der Reality-Show The Two Coreys gemeinsam mit seinem oftmaligen Filmpartner Corey Haim zu sehen. 2013 übernahm Feldman in Daniel Farrands’ Dokumentarfilm Crystal Lake Memories: The Complete History of Friday the 13th die Moderation und kehrte damit in das Freitag-der-13.-Franchise zurück, er hatte 1984 in Freitag der 13. – Das letzte Kapitel den Charakter Tommy Jarvis gespielt.
2011 trat Feldman in der Extended Version von Katy Perrys Musikvideos Last Friday Night (T.G.I.F.) als Kirk Terry auf. 2012 nahm Feldman an der britischen Fernseh-Show Dancing on Ice teil. Zudem war er im September 2012 in einer Folge von Border Patrol Canada zu sehen.
Von April bis Mai 2024 nahm Feldman als Seal an der elften Staffel der US-amerikanischen Version von The Masked Singer teil, in der er den sechsten Platz erreichte.

## Privatleben
Feldman heiratete 1989 die Schauspielerin Vanessa Marcil, die Ehe wurde jedoch nach vier Jahren wieder geschieden. 2002 heiratete er Susie Sprague, mit der er einen Sohn (* 2004) hat. Nach sieben Ehejahren reichte seine Frau im Oktober 2009 die Scheidung ein und kämpft seitdem um das alleinige Sorgerecht sowie um Unterhaltszahlungen von Feldman.
Nach Corey Haims Tod bestätigte Feldman in einem Interview der ABC-Show Nightline im August 2011 Aussagen aus ihrer Reality-Show The Two Coreys zum Kindesmissbrauch in der Unterhaltungsindustrie der 1980er Jahre. Er selbst und Haim seien sexuellem Missbrauch zum Opfer gefallen. Er sagte auch, sein Vergewaltiger habe ihn zum Drogenkonsum animiert. 2020 veröffentlichte Feldman in Zusammenarbeit mit dem Regisseur Brian Herzlinger die Dokumentation My Truth, mit der er seine Aussagen untermauern will. In der Dokumentation wurde unter anderem Charlie Sheen beschuldigt, Haim vergewaltigt zu haben.

## Filmografie
- 1978: Eight Is Enough (Fernsehserie, Folge 3x07 Cops and Toddlers)
- 1978: Imbiß mit Biß (Alice, Fernsehserie, Folge 3x09 Who Ordered the Hot Turkey?)
- 1979: Willa (Fernsehfilm)
- 1979: Flucht in die Zukunft (Time After Time)
- 1979–1980: Die Bären sind los (The Bad News Bears, Fernsehserie, 26 Folgen)
- 1979–1982: Love Boat (The Love Boat, Fernsehserie, 2 Folgen)
- 1980: How to Eat Like a Child (Fernsehfilm)
- 1980: Love, Natalie (Fernsehfilm)
- 1980: Father Figure (Fernsehfilm)
- 1980: Mork vom Ork (Mork & Mindy, Fernsehserie, 2 Folgen)
- 1981: Cap und Capper (The Fox and the Hound, Stimme vom jungen Capper)
- 1982: The Kid with the Broken Halo (Fernsehfilm)
- 1982: Gloria (Fernsehserie, Folge 1x03 Bully for You)
- 1982: Madame’s Place (Fernsehserie, 24 Folgen)
- 1983: Still the Beaver (Fernsehfilm)
- 1983: Lottery! (Fernsehserie, Folge 1x03 Denver: Following Through)
- 1983: Cheers (Fernsehserie, Folge 2x08 Manager Coach)
- 1984: Freitag der 13. – Das letzte Kapitel (Friday the 13th: The Final Chapter)
- 1984: One Day at a Time (Fernsehserie, Folge 9x22 Another Man’s Shoes)
- 1984: Gremlins – Kleine Monster (Gremlins)
- 1985: Freitag der 13. – Ein neuer Anfang (Friday the 13th: A New Beginning)
- 1985: Die Goonies (The Goonies)
- 1986: Familienbande (Family Ties, Fernsehserie, Folge 4x13 The Disciple)
- 1986: Stand by Me – Das Geheimnis eines Sommers (Stand by Me)
- 1987: The Lost Boys
- 1988: Daddy’s Cadillac (License to Drive)
- 1989: Meine teuflischen Nachbarn (The Burbs)
- 1989: Dream a Little Dream
- 1989: CBS Schoolbreak Special (Fernsehserie, Folge 6x05 15 and Getting Straight)
- 1989: Trying Times (Fernsehserie, Folge 2x05 The Boss)
- 1990: Abenteuer in Malaysia (Exile, Fernsehfilm)
- 1991: Slayer (Edge of Honor)
- 1991: Rock ’n’ Roll High School Forever
- 1992: American Eiskrem 3 1/2 (Meatballs 4)
- 1992: Chaos in Palm Springs (Round Trip to Heaven)
- 1992: Eine schrecklich nette Familie (Married with Children, Fernsehserie, Folge 7x02 T-R-A Something, Something)
- 1992: Blown Away – Ausgelöscht (Blown Away)
- 1993: Stiefmutter – Stiefmonster (Stepmonster)
- 1993: Loaded Weapon 1 (National Lampoon’s Loaded Weapon 1)
- 1994: Burkes Gesetz (Burke’s Law, Fernsehserie, Folge 1x05 Who Killed the Host at the Roast?)
- 1994: Lipstick Camera
- 1994: Sam und Dave – Zwei Ballermänner auf Tauchstation (National Lampoon’s Last Resort)
- 1994: Maverick – Den Colt am Gürtel, ein As im Ärmel (Maverick)
- 1994: Geschichten aus der Gruft (Tales from the Crypt, Fernsehserie, Folge 6x08 The Assassin)
- 1995: Voodoo
- 1995: Dangerous Dreams – Gefährliche Träume (Dream a Little Dream 2)
- 1995: Tiger Kid II (A Dangerous Place)
- 1995: Dweebs (Fernsehserie, 10 Folgen)
- 1996: Geschichten aus der Gruft: Bordello of Blood (Bordello of Blood)
- 1996: South Beach Academy
- 1996: Sliders – Das Tor in eine fremde Dimension (Sliders, Fernsehserie, Folge 3x03 Electric Twister Acid Test)
- 1996: Evil Obsession
- 1996: Red Line – Volles Risiko (Red Line)
- 1997: Die Chaotentruppe vom 6. Revier (Busted)
- 1998: Storm Trooper
- 1998: L.A. Nights (The Thief & the Stripper)
- 1998: The Waterfront
- 1998: Auf dem Laufsteg ist die Hölle los (She’s Too Tall)
- 1998: Legion – Experiment des Todes (Fernsehfilm)
- 1999: The Crow – Die Serie (The Crow: Stairway to Heaven, Fernsehserie)
- 1999: Born Bad
- 2000: The Million Dollar Kid
- 2000: Son of the Beach (Fernsehserie)
- 2000: Citizen Toxie: The Toxic Avenger IV
- 2001: Seance
- 2001: My Life as a Troll
- 2002: Bikini Bandits (Kurzfilm)
- 2003: Pauly Shore is Dead
- 2003: The Guardian – Retter mit Herz (The Guardian, Fernsehserie)
- 2004: Serial Killing 4 Dummys
- 2004: No Witness
- 2004: Dämonische Spiele – Puppet Master vs Demonic Toys (Fernsehfilm)
- 2004: The Birthday
- 2005: Space Daze
- 2007: Terror Inside
- 2008: Lost Boys 2: The Tribe (Lost Boys: The Tribe)
- 2009: Wilde High School Teens kommen gleich zur Sache (Hooking up)
- 2009: Lucky Fritz
- 2010: Lost Boys: The Thirst
- 2011: Psych (Fernsehserie, Folge 6x03 This Episode Sucks)
- 2012: 6 Degrees of Hell
- 2013: The Zombie King
- 2013: Operation Belvis Bash
- 2013: Zombex
- 2013–2017: Teenage Mutant Ninja Turtles (Fernsehserie, Stimme)
- 2014: Zero Dark Dirty
- 2014: The M Word
- 2015: Turbo FAST
- 2015: Body High
- 2016: JOB’s Daughter
- 2018: Corbin Nash
- 2021: 13 Fanboy

## Diskografie
- 1992: Love Theft
- 1999: Still Searching for Soul
- 2002: Former Child Actor
- 2010: Technology Analogy
- 2016: Angelic 2 the Core

## Ludografie
- 1996: Normality